# Шимків Дмитро Анатолійович
Дмитро Анатолійович Ши́мків (нар. 28 вересня 1975, Львів, Українська РСР, СРСР) — український топ-менеджер у галузі інновацій. Екс-Голова ради директорів Darnitsa Group(2018—2022). Заступник глави Адміністрації Президента України (з 9.07.2014 до 31.08.2018), екс-генеральний директор «Майкрософт Україна». Член наглядової ради Українського фонду стартапів та «Київстар».

## Життєпис

### Освіта
1988—1992 — ЗОШ № 52 з поглибленим вивченням англійської мови та математики, Львів.
1992—1996 — Львівський державний університет «Львівська політехніка». Факультет «Радіотехніка», бакалавр з напрямку «радіотехніка».
1996—1997 — Львівський державний університет «Львівська політехніка». Факультет «Радіоелектронні пристрої‚ системи та комплекси», спеціаліст в галузі електроніки та телекомунікацій. (диплом з відзнакою, дисертацію захистив англійською мовою).
Вересень 2011 — «ICT and Public Policy: The Next Wave», Школа управління імені Джона Ф. Кеннеді, США. Дмитро Шимків став єдиним генеральним директором, запрошеним для участі у спеціальній корпоративній програмі розробленої Гарвардом для «Майкрософт» щодо сучасних підходів у розвитку інноваційного державного управління.

### Кар'єра
Інформаційні технології
Навчаючись в університеті, Дмитро ініціював створення PolyNet, що стала однією з перших університетських комп'ютерних мереж в Україні.
Між 1998 і 2007 роках Дмитро Шимків керував IT-компаніями та міжнародною командою розробників програмного забезпечення.
1998 року переїхав до Копенгагена (Данія), де з вересня 1998 по травень 2000 працював у данській корпорації «ALTA A/S». Після повернення до України у 2000 заснував у Києві компанію «Альфа Тім» (англ. «Alfa Team»), яку через 2 роки продав данській корпорації «ALTA A/S». Потім після реорганізації «Альфа Тім» було перетворено у «Альта Істерн Юроп» (англ. «ALTA Eastern Europe»), а Дмитро Шимків став її генеральним директором і очолив R&D-відділ «ALTA A/S».
2006 року «ALTA A/S» була придбана американською компанією RedPrairie (міжнародний розробник рішень в галузі продуктивності). Український підрозділ став називатися «Редпрері Істерн Юроп» (англ. «RedPrairie Eastern Europe»), який Шимків очолював до 2007 року, керуючи командою розробників в Данії, Україні і США.
Між 2007 і 2014 роками Дмитро Шимків працював у Microsoft Україна. З березня 2007 до травня 2009 він керував продажем у корпоративному сегменті. За два роки рівень продажу виріс на 60 %. У травні 2009 Дмитро Шимків став генеральним директором представництва Microsoft в Україні. Відділення кілька разів було визнано однією з успішних філій компанії, зокрема у 2011 році воно стало кращим підрозділом у світі.
Державна служба в Адміністрації Президента України
З липня 2014 до серпня 2018 року Шимків працював заступником керівника Адміністрації президента України. Він відповідав за проведення адміністративних, соціальних і економічних реформ, зокрема одним із перших завдань стало впровадження електронного урядування в Адміністрації Президента. Серед його досягнень були просування системи електронних державних закупівель ProZorro, організація Національної ради реформ та Проектного Офісу реформ, підготовка президентської стратегії сталого розвитку «Україна 2020», сприяння запуску мобільного зв'язку третього/четвертого покоління (3G/4G), створення ініціатив «Цифрова Україна» та «GoGlobal» (масштабне вивчення англійської мови), створення сервісу електронних петицій до Президента України тощо.
31 серпня 2018 року звільнений з займаної посади за власним бажанням, з метою повернення у бізнес.
Повернення у бізнес — Darnitsa Group
З вересня 2018 року Шимків працює у фармацевтичній компанії «Дарниця» (Darnitsa Group), де очолив раду керуючої компанії. Сфера його відповідальності: міжнародні зв'язки, стратегічне планування, розвиток та впровадження нових технологій. Він вважає, що фарма — значно приваблива та продуктивна галузь, ніж IT: «фармацевтика та охорона здоров'я — це майбутнє. Те майбутнє, яким були IT у 80-ті і 90-ті роки».

### Громадська діяльність
Дмитро Шимків був і є учасником різних громадських, неприбуткових і прибуткових (комерційних) організацій: рада AIESEC в Україні (з 2003), експерт з іноземних інвестицій у Консультативній раді при президентові України (2005—2007), правління БФ Богдана Гаврилишина та Американської торговельної палати в Україні (з 2010), член Організації молодих президентів (з 2011), наглядова рада Львівського університету «Львівська політехніка» (з 2012), учасник АСПЕН Україна (з 2014) тощо.
Під час Євромайдану Шимків виступив з різкою критикою дій влади одним із перших представників українського IT бізнесу. Він тимчасово склав повноваження генерального директора Microsoft Україна та пішов на Майдан захищати права та свободи співвітчизників.

## Оцінка діяльності
На думку Олексія Біловола вже у 2014 році Дмитро Шимків став головним реформатором Адміністрації Президента України, зокрема ідеологом якнайшвидшого запуску 3G в Україні. За цитованістю Шимків був першим у своїй команді.
За версією видання «Власть денег» 2020 року компанія «Дарниця», увійшла до переліку 25 лідерів діджиталізації в Україні внаслідок впровадження нових технологій. За цей напрямок відповідає Дмитро Шимків.

### Відзнаки
2010 року журнал «ТОП-100. Рейтинг кращих компаній України» зарахував Дмитра Шимківа до кращих топ-менеджерів (№ 30).
2011 року Дмитро Шимків увійшов до 15 найкращих менеджерів України за версією журналу «Кореспондент».
2012 року за версією видавництва «Економіка» та журналу «ТОП-100. Рейтинг кращих компаній України» Д.Шимків разом з О.Вадатурським стали кращими топ-менеджерами України.
2013 року Дмитро Шимків потрапив до десяти кращих топ-менеджерів України (за версією журналу «Інвестгазета»).
2020 року Дмитра Шимківа названо одним з українців, що ділиться корисними знаннями про бізнес, фармацевтику, інновації (№ 18 у «ТОП 100 найбільш надихаючих українців»).

## Родина
Одружений, виховує трьох дітей. Захоплюється спортом, історією та мистецтвом. Живе і працює в Києві.